# Hitrádio
Hitrádio je název sítě regionálních rozhlasových stanic. Vznikly v roce 2005 jako součást portfolia společnosti Stamford Managing (dnes Media Bohemia). Zaměřují se na posluchače ve věku 25–49 let, hudební formát je AC.

Program tvoří hity od těch největších po ty nejnovější, regionální zpravodajství a užitečné servisní informace. Jednotlivá Hitrádia mezi sebou spolupracují např. při pokrytí klíčových zpravodajských událostí, kulturních a sportovních akcí.

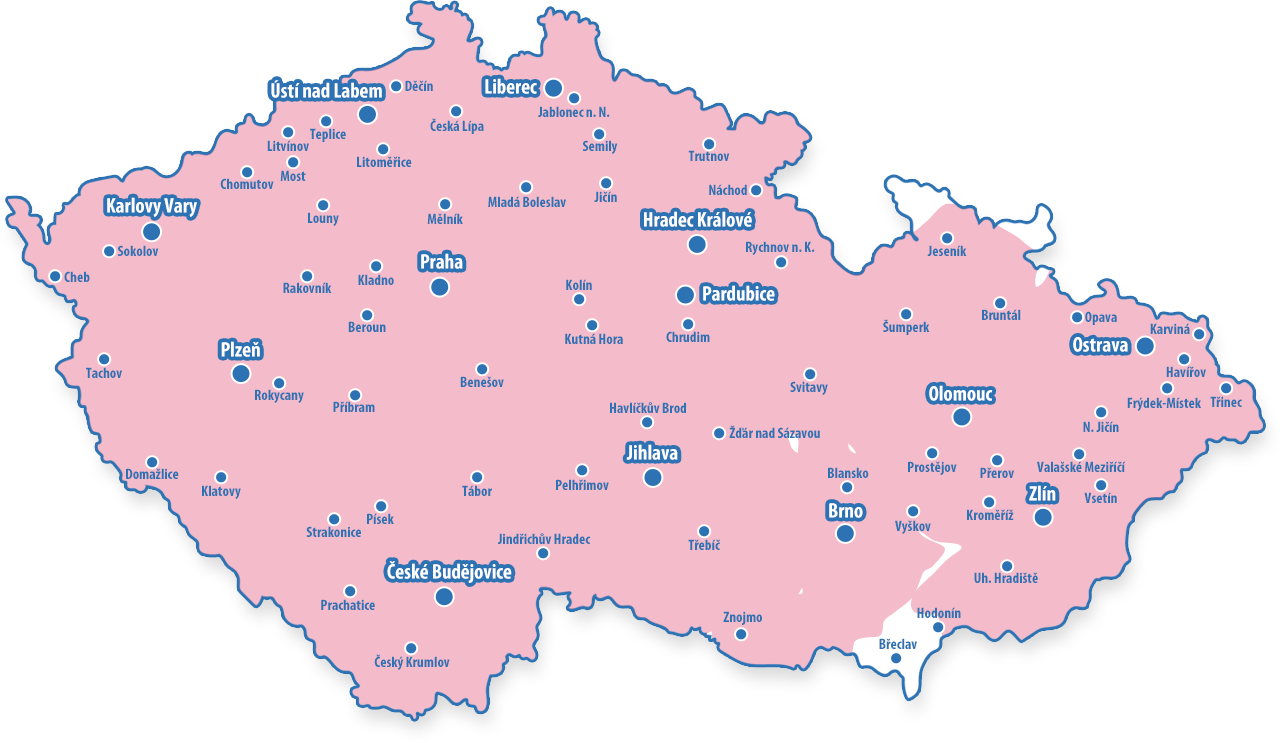
Mapa pokrytí všech Hitrádií

## Jednotlivá rádia
1. Hitrádio City 93,7 FM (Praha a okolí)[3]
2. Hitrádio City (Brno, Znojmo, Blansko)[4]
3. Hitrádio Contact (Liberecký kraj)
4. Hitrádio Černá Hora (Královéhradecký kraj, část Pardubického kraje a Středočeského kraje)[5]
5. Hitrádio Faktor (Jihočeský kraj, část kraje Vysočina)
6. Hitrádio FM Plus (Plzeňský kraj, část Středočeského kraje a Karlovarského kraje)
7. Hitrádio North Music (Ústecký kraj)
8. Hitrádio Orion (Moravskoslezský kraj a Olomoucký kraj, část Zlínského kraje)
9. Hitrádio Vysočina (kraj Vysočina)
10. Hitrádio Zlín (Zlínský kraj)

Kromě toho je pod značkou Hitrádio provozováno i několik tematických internetových rádií.
V minulosti byly členy sítě i čtyři stanice, které ukončily samostatné vysílání nebo byly rozděleny na více stanic:
- Hitrádio FM – rozděleno na Hitrádio Contact a Hitrádio North Music
- Hitrádio Apollo – sloučeno s Hitrádiem Orion
- Hitrádio Magic – sloučeno s Hitrádiem Černá Hora
- Hitrádio Dragon - sloučeno s Hitrádiem FM Plus

## Společný program

### Historie
Až do roku 2020 vysílalo každé z Hitrádií vlastní regionální program, společný byl jen hudební playlist. Počátkem roku 2020 přistoupil majitel k centralizaci části vysílání. Zpočátku to bylo odpolední vysílání a podvečerní hudební pořad Tajemný rok. Od změny majitel očekával přilákání významných zadavatelů reklamních kampaní, kterým může poskytnout téměř celoplošní prostor ve vysílání.

### Snídaně Šampionů
V červenci bylo odpolední vysílání změněno opět na regionální verze a společně se začala vysílat ranní show pod názvem Snídaně šampionů. Od září 2021 se Snídaně šampionů zrušila přechodem moderátorů na TV Nova a nově vysílal Michal Klein. Od 1. listopadu 2021 vysílá Snídaně šampionů s novou dvojicí - Dominik Vršanský a Kateřina Pechová do října 2024. Nyní moderuje stále Kateřina Pechová, ale s parťákem Jirkou Pelnářem (do 3.1.2025 Srdcovky Hitrádia FM Plus). 

### Ostatní celoplošné pořady
Centrálně je ve všední dny vysíláno Hitrádio Classic v čase 19:00 až 22:00 (Michal Klein) a víkendové ranní vysílání od 7:00 do 13:00 (Leona Gyöngyösi).

## Poslechovost
Podle průzkumu poslechovosti RadioProjekt agentur SKMO, Median + STEM/MARK + Nielsen Admosphere mezi 1.7.2023-17.12.2023 má síť Hitrádio v rámci celé České republiky denní poslechovost 448 000, a týdenní poslechovost 939 000 a je nejposlouchanější v kategorii nadregionálních stanic.